# Hội ái hữu khoa học Warszawa

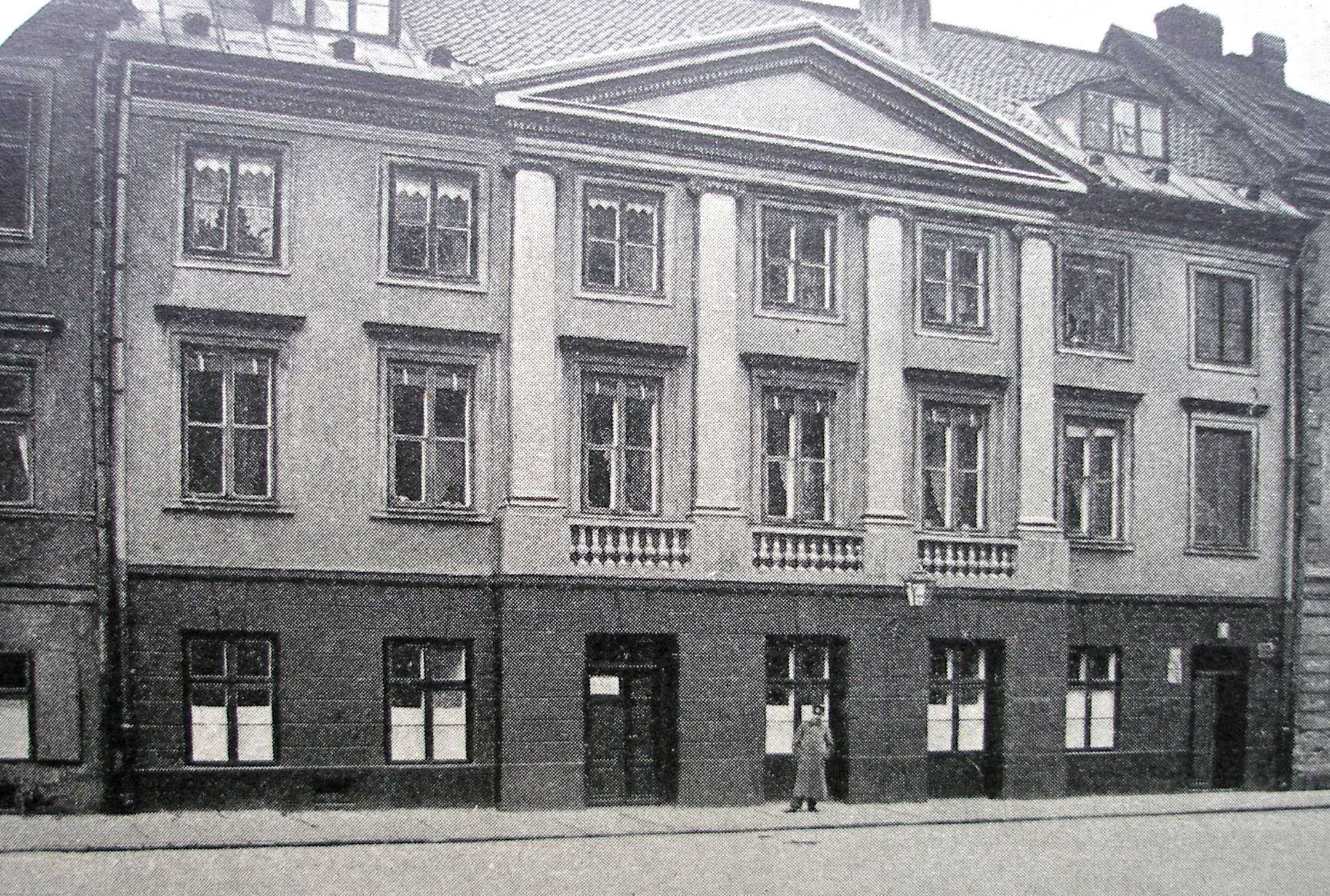
Tòa nhà của Hội, 1807-23

Hội ái hữu khoa học Warszawa là một trong những hội khoa học lâu đời nhất ở Ba Lan, hoạt động tại Warsaw trong những năm 1800 - 1832.

## Lịch sử

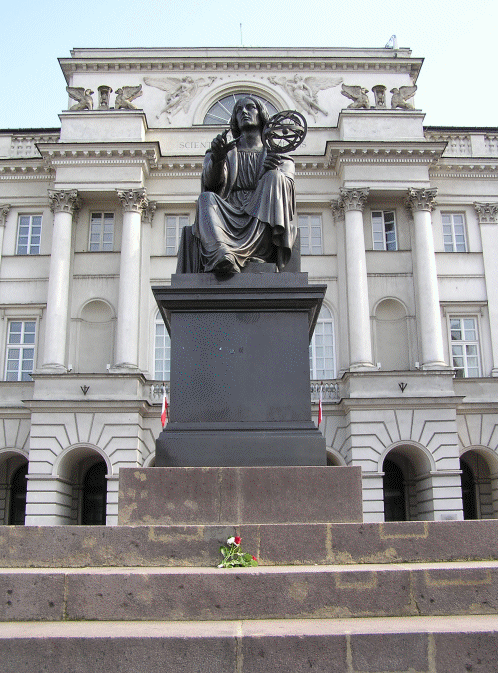
Bức tượng Copernicus của Thorvaldsen, được dựng vào năm 1830 trước Cung điện Staszic (nay là trụ sở của Viện Hàn lâm Khoa học Ba Lan)

Mặc dù Hội được thành lập vào năm 1800, nhưng hoạt động của Hội đã được bắt đầu trong những thập kỷ cuối của thế kỷ 18 bởi vị vua cuối cùng của Ba Lan là Stanisław August Poniatowski. Ông đã duy trì các buổi sinh hoạt của Hội vào tối thứ Năm hàng tuần. Từ năm 1824, Hội được đặt trụ sở tại Cung điện Staszic, cho đến năm 1828, Hội bao gồm 185 thành viên.
Hội phát triển mạnh mẽ trong Quốc hội Ba Lan, nhưng cuối cùng đã bị chính quyền Nga giải tán sau cuộc nổi dậy thất bại vào tháng 11 năm 1830. Sau này, truyền thống của Hội được tiếp tục bởi Hội Khoa học Warsaw.

## Ảnh hưởng
Hội là một trong những tổ chức quan trọng nhất giúp bảo tồn văn hóa và khoa học Ba Lan, sau khi phân vùng của Ba Lan làm hỏng hệ thống giáo dục non trẻ của đất nước này. Hội tập hợp tất cả các nhà khoa học, học giả, nhà văn và các nhà tài trợ trên khắp Ba Lan. Sự thành lập và hoạt động của Hội có ảnh hưởng rất lớn đến sự phát triển khoa học của Ba Lan. Hội giúp hỗ trợ các hoạt động nghiên cứu khoa học thông qua việc thành lập các bảo tàng và thư viện, tổ chức các sự kiện khác nhau để hỗ trợ giáo dục và xuất bản. Hội cũng tìm cách phổ biến kiến thức đến đông đảo công chúng Ba Lan.
Sau khi Thư viện Załuski bị người Nga chuyển đến St. Petersburg, thư viện của Hội là thư viện công cộng lớn nhất ở Ba Lan. Những tài liệu được lưu trữ trong thư viện của Hội đã bị người Nga tịch thu một phần vào năm 1832, và những phần sau đó đã bị Đức Quốc xã phá hủy trong Thế chiến thứ hai.
Trong khi một số thành viên của Hội chuyên nghiên cứu về lịch sử của Ba Lan (Joachim Lelewel) hoặc tiếng Ba Lan (Samuel Linde) thì những người khác thực hiện các phát minh mới và truyền bá ý tưởng về Cách mạng Công nghiệp. Staszic chịu trách nhiệm cho những cải tiến mới trong quá trình khai thác, Tadeusz Czacki nghiên cứu thủy văn, còn những người khác làm việc trong các lĩnh vực ứng dụng khoa học kỹ thuật hoặc y học. Tuy nhiên, Hội bị giải tán vào năm 1832.

## Danh nhân
Chủ tịch:

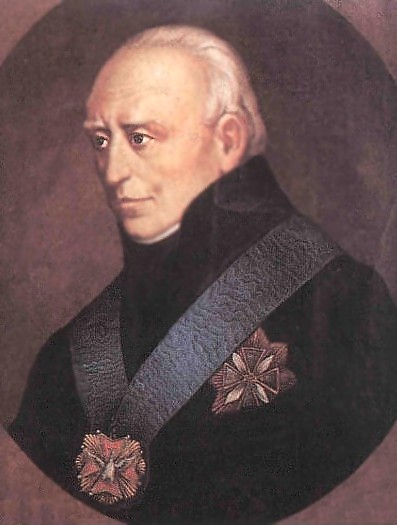
Stanisław Staszic, chủ tịch lâu năm của Hiệp hội

- Jan Chrzciciel Albertrandy (1800 - 1808)
- Stanislaw Staszic (1808 - 1826)
- Julian Ursyn Niemcewicz (1826 - 1832)

Các thành viên:
- Jerzy Samuel Bandtkie
- Feliks Bentkowski
- Tadeusz Czacki
- Jan Niepomucen Janowski
- Hugo Kołłątaj
- Onufry Kopczyński
- Jan Kossakowski
- Michał Dymitr Krajewski
- Onufry Kopczyński
- Samuel Linde
- Joachim Lelewel
- Krzysztof Celestyn Mrongovius
- Józef Maksymilian Ossoliński
- Stanisław Kostka Potocki
- Johann Christian Schuch
- Fryderyk Skarbek
- Jan niadecki
- Jdrzej Śniadecki
- Abraham Stern
- Ignacy Zaborowski